# Sericocomopsis grisea
Sericocomopsis grisea är en amarantväxtart som beskrevs av Karl Suessenguth. Sericocomopsis grisea ingår i släktet Sericocomopsis och familjen amarantväxter. Inga underarter finns listade i Catalogue of Life.